# Воровени (Арђеш)
Воровени (рум. Voroveni) насеље је у Румунији у округу Арђеш у општини Давидешти. Oпштина се налази на надморској висини од 409 m.

## Становништво
Према подацима из 2002. године у насељу је живело 571 становника.

### Попис2002.
| Расподела становништва по националности 2002.‍ | Расподела становништва по националности 2002.‍ | Расподела становништва по националности 2002.‍ | Расподела становништва по националности 2002.‍ | Расподела становништва по националности 2002.‍ |
| --------------------------------------------- | --------------------------------------------- | --------------------------------------------- | --------------------------------------------- | --------------------------------------------- |
|                                               |                                               |                                               |                                               |                                               |
| Румуни                                        | Румуни                                        |                                               | 517                                           | 90,5%                                         |
| Роми                                          | Роми                                          |                                               | 54                                            | 9,5%                                          |